# ІТ-пропагандист
IT-пропагандист (ІТ-проповідник, IT-євангеліст) — фахівець, який професійно здійснює пропаганду в галузі інформаційних технологій. Зазвичай, це людина, яка акумулює навколо себе деяку масу людей з метою створення цільової аудиторії для просування продукту на ринку та затвердження його як технологічного стандарту, з можливістю виникнення мережевого ефекту. Роботу професійних IT-пропагандистів використовують компанії для просування власної технології або продукту, і подальшої фіксації на ринку як стандарту або бренду. Найчастіше IT-пропагандисти просувають щось виходячи з власного інтересу або альтруїзму (участь в розробці відкритих стандартів).
IT-пропагандисти можуть працювати як офіційно, так і неофіційно, від імені компаній або організацій, або як незалежні або відкриті джерела просування, тобто, на індивідуальній основі, наприклад, поширення ідей вільного програмного забезпечення (Open Source). IT-пропагандист просуває технології і продукти шляхом написання статей, ведення блоґів, проведенням семінарів і вебінарів, демонстрацій та презентацій, веденням переговорів.
Слово «євангеліст» для одного з варіантів назви запозичене з релігійної лексики тому, що використовуються подібні інструменти подання та поширення інформації, засновані на ідеології і формуванні спільноти прихильників. Термін «software evangelist» було вперше вжито Майком Мюрреєм з підрозділу Macintosh. Одним з перших ІТ-пропагандистів, який просував бренд компанії на рівні культу був Майк Бойч (Apple Inc.). Ця діяльність вимагає як навичок продажу і володіння технологіями просування товарів чи послуг, так і вміння переконувати потенційного покупця або користувача, змінюючи його погляди і змушувати переходити від старих стандартів до нових.
Маркетинговий аспект ролі ІТ-пропагандиста описано в книзі Джеффрі Мура про життєвий цикл сприйняття технології.
Відомими ІТ-пропагандистами є Вінт Серф (Google), Джефф Барр (Amazon.com), Дон Бокс (ActiveX), Гай Кавасакі, Алекс Сент-Джон (DirectX) та Роберт Скобл (в своїй попередній ролі в Microsoft). У світі вільного програмного забезпечення такими беззаперечними авторитетами є Марк Шаттлворт та Річард Столлман.
У листопаді 2006 року фахівцями з Microsoft, Sun Microsystems і Yahoo! було створено професійну організацію під назвою Глобальна мережа ІТ-євангелістів.